# William Passavant

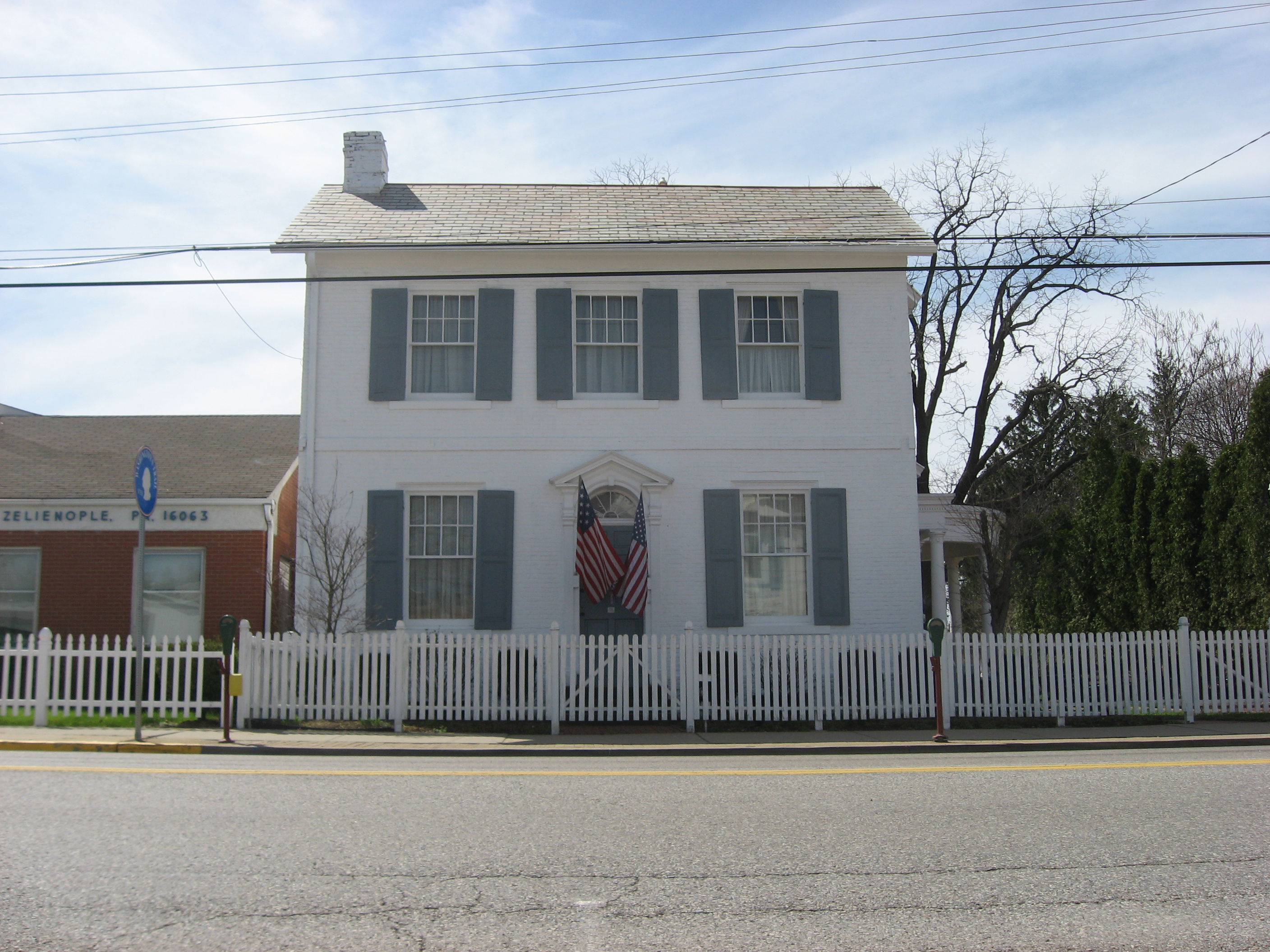
Casa Passavant

William Alfred Passavant (Zelienople, 9 ottobre 1821 – Pittsburgh, 3 giugno 1894) è stato un religioso statunitense, ministro di culto luterano che ha portato il movimento delle diaconesse luterane negli Stati Uniti. È commemorato nel Calendario dei santi della Chiesa luterana il 24 novembre insieme a Justus Falckner e Jehu Jones.

## Primi anni di vita
William Alfred Passavant nacque nel 1821 a Zelienople, in Pennsylvania, terzo e ultimo figlio di Phillipe Louis Passavant e Fredericka Wilhelmina Basse (soprannominata “Zelie”, da cui il nome della città). Suo nonno, il barone Dettmar Basse, nato a Iserlohn nella Regione della Ruhr, nell'allora Granducato d'Assia e poi diventata Germania, trascorse un decennio a Parigi come diplomatico e mercante prima di sottrarsi alle guerre napoleoniche ed emigrare a Filadelfia e poi a Pittsburgh nel 1801. Attratto dalla prospettiva della libertà religiosa e dalle opportunità economiche, il barone vedovo acquistò 4047 ettari lungo il Torrente Connoquenessing nella Contea di Butler, in Pennsylvania, iniziò a costruire un castello in pietra, mattoni e legno e fondò (insieme a Christian Buhl) una nuova città completa di segheria, fabbrica di mattoni e fornace per la lavorazione del ferro. Viaggiò anche e inviò lettere entusiastiche in Germania, convincendo sua figlia e il suo nuovo marito, un ugonotto francese fuggito dopo la revoca dell'Editto di Nantes, a emigrare nel 1807 da Francoforte sul Meno.
Phillipe Passavant costruì un negozio e divenne il primo commerciante della nuova città. Il barone subì una serie di rovesci finanziari alla fine della guerra e finì per vendere Bassenheim a Daniel Beltzhoover, tornando in Germania nel 1818, dove morì a Mannheim nel 1836. Fu rivenduta a un certo signor Saunders, che gestì una scuola presbiteriana sul posto (frequentata dal giovane William Passavant e dal suo amico di una vita, il futuro reverendo George Wenzel) fino a quando fu colpita da un fulmine e distrutta da un incendio il 29 luglio 1841. Nel frattempo, il barone aveva anche venduto metà dei suoi terreni agli Ammoniti guidati da Johann Gerg Rapp e suo fratello Frederick, che fondarono Harmony, in Pennsylvania, ma alla fine vendettero la loro colonia ad Abraham Zeigler, che la trasferì più a ovest, a New Harmony, Indiana.

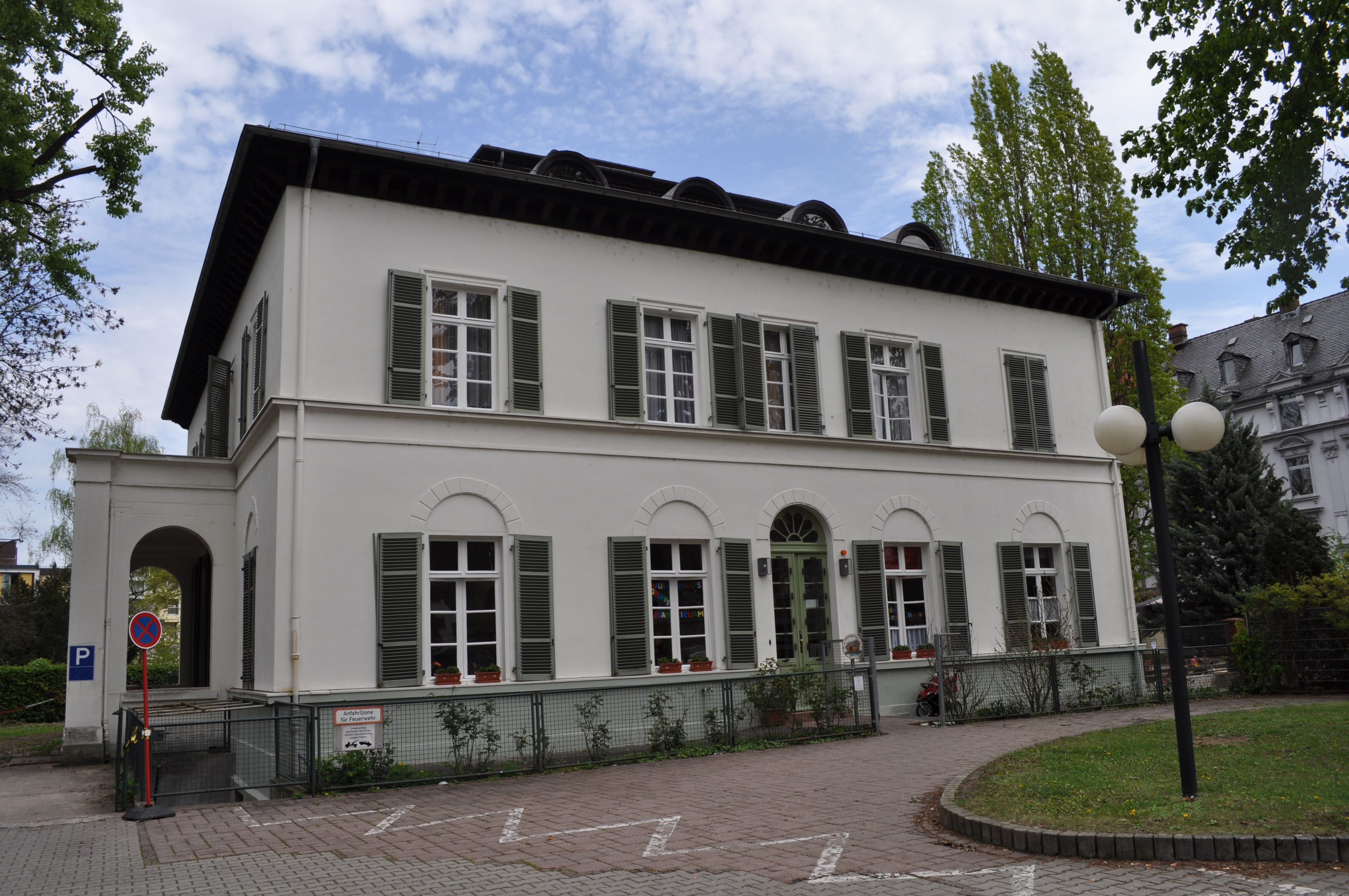
Bockenheim, Landhaus Passavant

Il giovane Passavant e Wenzel attraversarono i Monti Allegheny per frequentare il Jefferson College a Canonsburg, in Pennsylvania. Oltre agli studi, Passavant insegnava alla scuola domenicale e vendeva abbonamenti al Lutherische Kirchenzeitung, pubblicato a Filadelfia a partire dal 1838, e a una rivista riformista in lingua inglese, The Observer. Rendendosi conto che aveva bisogno dell'aiuto di Wenzel per imparare il tedesco e che altri luterani nati in America avevano problemi simili, Passavant cercò senza successo di convincere l'editore di Filadelfia a pubblicare un almanacco luterano in inglese. Mentre frequentava il college, dove partecipava alle funzioni presbiteriane, Passavant venne a sapere che sua sorella Emma aveva sposato un affabile ministro presbiteriano, Sidney Jennings.
Dopo aver interrotto gli studi per un anno a causa della morte improvvisa del fratello maggiore Detmar a Pittsburgh, Passavant entrò nel Seminario di Gettysburg sotto la guida di Samuel Schmucker per prepararsi alla carriera pastorale. Tra i suoi compagni di classe c'era Charles Porterfield Krauth, figlio del presidente del College di Gettysburg e futuro leader del movimento neo-luterano a cui Passavant finì per aderire. Lì Passavant continuò il suo lavoro alla scuola domenicale, fece propaganda per la Pennsylvania Bible Society, raccolse fondi per la missione protestante a Cincinnati, Ohio, e partecipò a incontri di rinascita spirituale che suo padre considerava troppo metodisti.

## Carriera

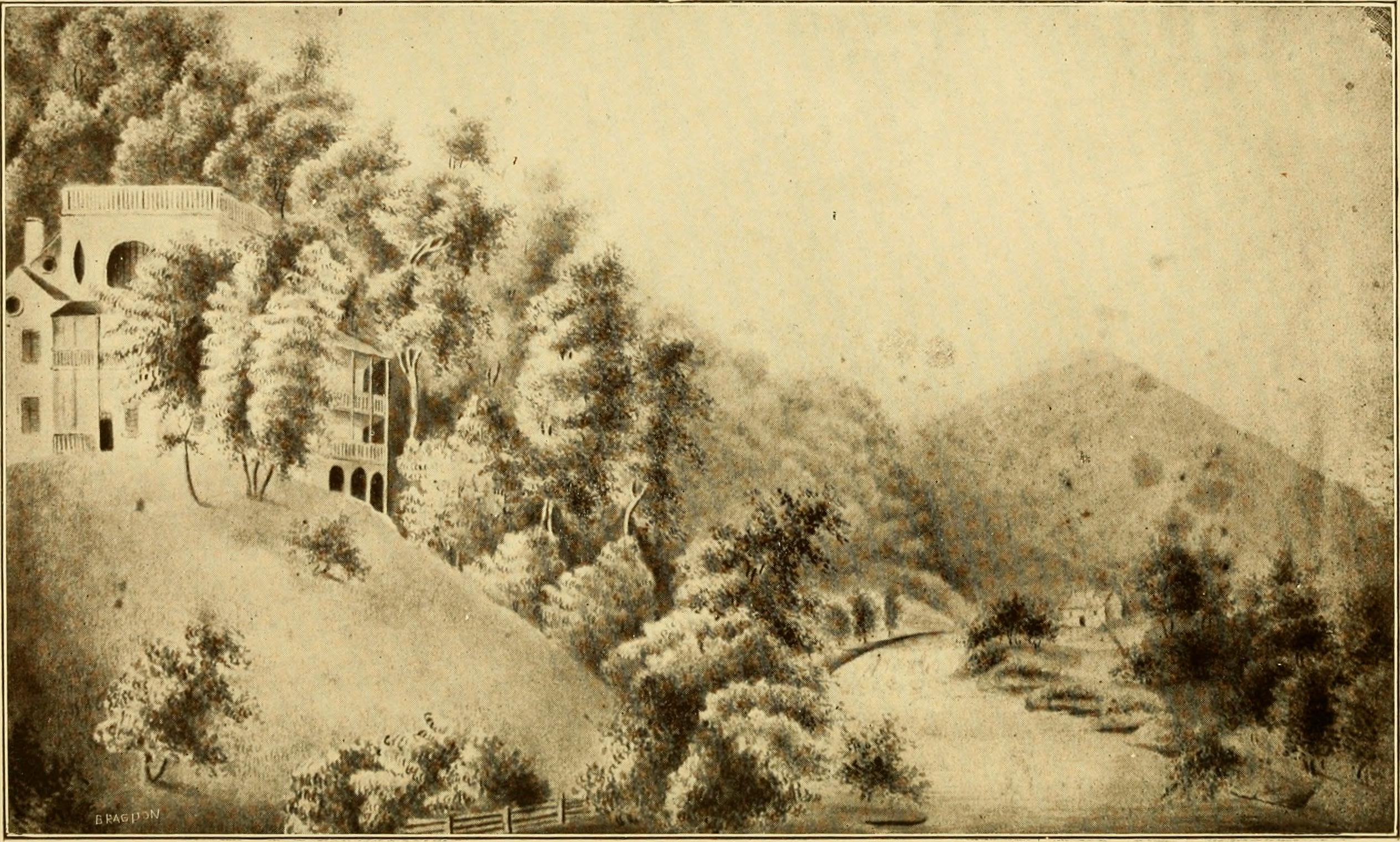
Vita e lettere di W. A. Passavant, D. D. (1906)

Passavant ottenne la licenza e iniziò il suo ministero e la sua carriera editoriale a Baltimora, nel Maryland, nel 1842. Ordinato sacerdote nel 1843, pubblicò il Lutheran Almanac per i primi due anni, prima di passare il progetto ad altri. Un altro progetto era un libro di inni per la scuola domenicale. Passavant incontrò anche la sua futura moglie, Eliza Walter, anche se riteneva che le sue finanze non fossero sufficienti per mantenere una famiglia. Nel 1844 Passavant accettò le ripetute richieste di una congregazione in difficoltà di Pittsburgh: la First English Evangelical Lutheran Church. Durante il suo mandato come quinto pastore (1844-1855), contribuì ad aumentare il numero complessivo dei membri e orientò la congregazione verso l'apertura al pubblico. Dopo essersi trasferito in quella città, Passavant organizzò il Sinodo di Pittsburgh. Alla sua seconda riunione aveva già fondato sei scuole domenicali, alcune con l'aiuto di altri membri del clero protestante.
Il 1° maggio 1845, poco dopo il matrimonio del suo amico Krauth, sposò Eliza Walter, sebbene tre settimane prima un incendio nel quartiere commerciale di Pittsburgh avesse devastato molte delle sue parrocchie. I novelli sposi trascorsero la luna di miele partecipando alla riunione del Sinodo Generale Evangelico Luterano degli Stati Uniti d'America a Filadelfia e visitando amici e parenti a Baltimora.
L'anno successivo Passavant si recò in Europa come delegato della regione all'Alleanza Cristiana a Londra nell'agosto 1846. Visitò anche siti storici in Inghilterra, Francia e Germania e riuscì a ottenere l'impegno di missionari luterani di Basilea, in Svizzera. Durante il suo soggiorno in Germania incontrò il pastore Theodor Fliedner, che aveva aperto un ospedale e una scuola di formazione per diaconesse a Kaiserswerth, vicino a Düsseldorf e alle tenute tradizionali della famiglia Basse. Su richiesta di Passavant, nel 1849 Fliedner portò quattro diaconesse tedesche a Pittsburgh per lavorare nell'infermeria di Pittsburgh; in seguito Passavant Hospital fino alla fusione con l'University of Pittsburgh Medical Center.
Dopo il suo viaggio in Europa, Passavant divenne famoso per aver affrontato importanti questioni sociali, tra cui la schiavitù prima della Guerra civile americana, durante la quale prestò servizio come cappellano, e le esigenze degli immigrati tedeschi e scandinavi e dei neri liberati. Fondò e amministrò una serie di istituzioni caritatevoli, in particolare nelle città industrializzate del suo paese natale. Osservò le diaconesse apostoliche, così come le Suore della Carità, un ordine cattolico romano fondato da San Vincenzo de' Paoli, le diaconesse infermiere Mennoniti nei Paesi Bassi e il lavoro di Elizabeth Fry in Inghilterra.
Il periodo sabbatico convinse Passavant dell'importanza della Confessione di Augusta nella dottrina luterana. Anche se i presbiteriani e gli episcopali accolsero con favore le diaconesse protestanti, l'ospedale di Pittsburgh rifiutò di consentire il proselitismo o la discriminazione basata sul colore della pelle o sul credo religioso, e Passavant portò le sue diaconesse protestanti a lavorare con Dorothea Dix negli ospedali della guerra civile, curando sia i feriti dell'Unione che quelli della Confederazione. Passavant ruppe così con l'etica panprotestante dei suoi ex mentori Schmucker e Kurtz. Il Sinodo di Pittsburgh, seguendo il suo esempio, non aderì pienamente al Sinodo Generale nel 1853, nonostante le discussioni durante diverse sessioni, ma si riservò il diritto di ritirarsi, che esercitò nel 1864. Inoltre nel 1848 Passavant iniziò a pubblicare il mensile Missionary, per competere con il sempre più controverso Lutheran Observer, e nel 1861 fuse il suo periodico con The Lutheran of Philadelphia di Krauth, continuando a essere coeditore del Lutheran and Missionary. Dopo la guerra, nel 1867, Passavant aiutò Krauth a organizzare il Consiglio Generale rivale.
Dopo la morte del padre nel 1858, Passavant accettò la carica di pastore della Christ Lutheran Church a Baden, in Pennsylvania, lungo il Fiume Ohio, dove prestò servizio per 21 anni, fino al 1879, continuando a viaggiare, pubblicare e intrattenere corrispondenza sia negli Stati Uniti che all'estero. Nel 1863 fondò un orfanotrofio per ragazze a Rochester, in Pennsylvania, oltre a quello di Zelienople, che aveva fondato nel 1854, utilizzando una piccola eredità ricevuta dopo la morte della sorella Victoria e per onorare la madre ancora in vita, alla quale Passavant rimase molto legato fino alla sua morte, avvenuta nel 1870. Le diaconesse insegnavano e lavoravano anche con le detenute nella Contea di Allegheny.
Passavant fondò numerose missioni, ospedali a Pittsburgh, Milwaukee e Chicago, case per epilettici a Jacksonville, Illinois, e Rochester, Pennsylvania, un orfanotrofio e una casa di riposo a Mount Vernon, New York. A partire dal 1866 Passavant e Louis Thiel lavorarono alla fondazione del Thiel College, che il sinodo di Pittsburgh approvò nel 1869 a Greensburg, in Pennsylvania, per servire la Pennsylvania occidentale, e che fu formalmente costituito il 1° settembre 1870. Una delle ultime istituzioni fondate da Passavant fu il Chicago Lutheran Theological Seminary. Molte delle istituzioni di assistenza sociale fondate da Passavant si sarebbero poi unite per formare i Lutheran Services in America, il più grande programma sociale della Chiesa negli Stati Uniti.

## Morte e retaggio
Dal 1881, due anni prima della morte di Knauth, fino alla sua morte nel 1894, Passavant curò la redazione di The Workman. Suo figlio, William Passavant Jr., rifiutò l'invito a dirigere una congregazione di Filadelfia per continuare l'opera del padre come pastore e redattore di Workman durante la sua vita. Il vecchio Passavant morì nella sua casa di Pittsburgh dopo essersi ammalato mentre partecipava al funerale di un collega pastore.
Suo figlio si dimise dalla carica di responsabile delle missioni interne del Consiglio Generale per assumere ulteriori incarichi con le diaconesse e altre organizzazioni di beneficenza promosse dal padre, ma morì a sua volta nel 1901. La casa in cui nacque Passavant, la Passavant House, è oggi il museo di storia locale di Zelienople ed è iscritta nel National Register of Historic Places.

## Importanti istituzioni realizzate
- La Casa degli Orfani e la Scuola-Fattoria di Zelienople, Pennsylvania (ora Glade Run Lutheran Services)
- La Casa per Epilettici Passavant di Rochester, Pennsylvania (ora Passavant Memorial Homes)
- L'Ospedale Passavant di Pittsburgh, Pennsylvania (ora UPMC Passavant Hospital)[39]
- L'Ospedale Passavant di Chicago, Illinois (ora Passavant Memorial Hospital)[40]
- L'Ospedale Passavant di Jacksonville, Illinois (ora Passavant Area Hospital)[41]
- L'ospedale Passavant di Milwaukee, Wisconsin (ora Aurora Sinai Medical Center). L'edificio[42] che un tempo ospitava l'ospedale è anche inserito nel National Register of Historic Places.
- La scuola-fattoria per orfani Wartburg di Mount Vernon, New York (ora The Wartburg Adult Care Community)[43]